# Lejonbacken, Nora kommun
Lejonbacken är en bebyggelse vid sydöstra stranden av Norasjön  i Nora kommun. SCB klassade bebyggelsen som en separat småort vid avgränsningen 2020. 